# خورشیدگرفتگی ۱۰ مارس ۲۰۸۱
خورشیدگرفتگی ۱۰ مارس ۲۰۸۱ (به انگلیسی: Solar eclipse of March 10, 2081) یک خورشیدگرفتگی از نوع خورشیدگرفتگی حلقه‌ای است. این خورشیدگرفتگی در تاریخ ۱۰ مارس ۲۰۸۱ میلادی (‎۲۰ اسفند ۱۴۵۹ خورشیدی) روی خواهد داد که زمان اوج آن، ساعت ۱۵:۲۳:۳۱ به‌وقت ساعت هماهنگ جهانی است. مدت زمان و طول این خورشیدگرفتگی ۷ دقیقه و ۳۶ ثانیه خواهد بود.